# Schizomyia ipomoeae
Schizomyia ipomoeae är en tvåvingeart som beskrevs av Ephraim Porter Felt 1910. Schizomyia ipomoeae ingår i släktet Schizomyia och familjen gallmyggor. Inga underarter finns listade i Catalogue of Life.